# Andrew Bynum
Andrew Lee Bynum (Plainsboro, 27 ottobre 1987) è un ex cestista statunitense, professionista nella NBA.
Era un centro da 2,13 m, per due volte campione NBA, nel 2009 e nel 2010 con i Los Angeles Lakers. È stato selezionato per l'All-Star Game nel 2012.
Era un giocatore tra i più forti ai tempi del liceo prima di decidere di rinunciare al college e di entrare in NBA nel 2005. È stato selezionato con la decima scelta complessiva dei Los Angeles Lakers, ed è diventato il giocatore più giovane ad aver mai giocato in una partita NBA . Nel 2012, è stato scambiato dopo 7 stagioni con i Lakers ai Philadelphia 76ers come parte di uno scambio a quattro squadre che ha portato Dwight Howard a Los Angeles. Bynum ha perso l'intera stagione 2012-13 a causa di alcuni problemi al ginocchio. Ha firmato un contratto free agent per Cleveland, dove ha giocato brevemente prima di essere scambiato a i Chicago Bulls, che in seguito lo hanno reso , a loro volta, free agent. Firmò poi con gli Indiana Pacers per il resto della stagione 2013-14.

## High school
All'inizio ha frequentato la West Windsor-Plainsboro High School North nella sua città natale, ma poi dopo il primo anno si è trasferito alla Solebury School in New Hope (Pennsylvania). Successivamente si è iscritto alla St. Joseph High School a Metuchen, New Jersey. Nel suo primo anno della scuola superiore Bynum ha raggiunto una media a partita di 16,0 punti, 13,0 rimbalzi e 6,0 stoppate. D'altra parte il suo ultimo anno è riuscito a viaggiare a una in media 22,4 punti, 16,8 rimbalzi e 5,3 stoppate per partita. .

## NBA

### Stagione da rookie (2005-2006)
Il piano iniziale di Bynum era frequentare la University of Connecticut ma poi ha deciso di rinunciare all'università e si è dichiarato eleggibile per il draft NBA 2005, in cui è stato selezionato dai Los Angeles Lakers come 10ª scelta assoluta. Bynum così è diventato il più giovane giocatore mai selezionato al draft, battendo il precedente record della scelta dei Portland Trail Blazers, Jermaine O'Neal nel draft NBA 1996. Aveva solo 17 anni, 8 mesi e 2 giorni.
Questo record rimarrà probabilmente imbattuto, dato che in una riunione il nuovo collettivo organizzatore insieme ai proprietari delle franchigie NBA e ai giocatori NBA si è accordata sul fatto che non possano essere scelti giocatori che siano solo all'ultimo anno delle high school e abbiano meno di 19 anni prima del 31 dicembre del calendario del draft.

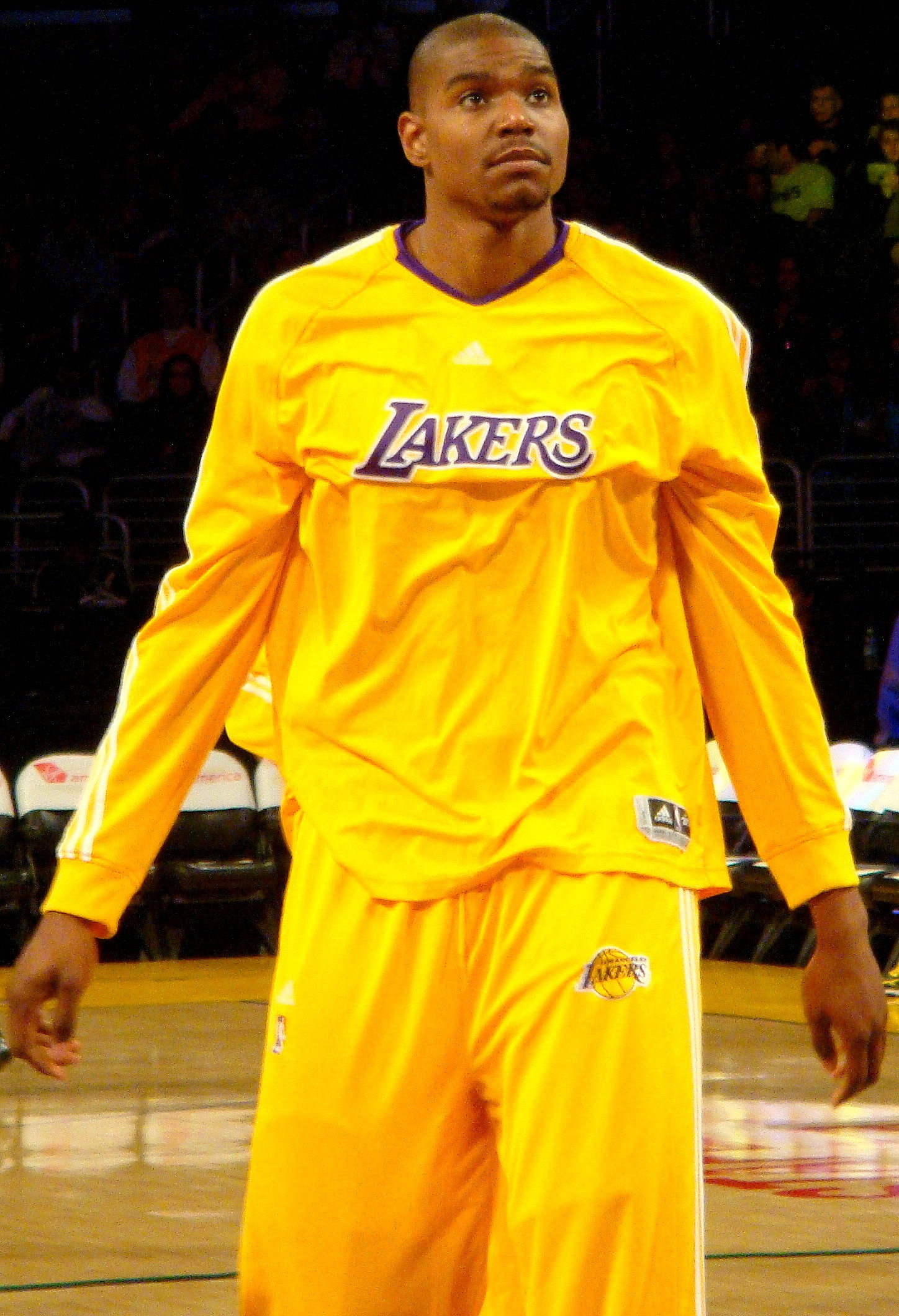
Andrew Bynum nel 2010.

Il 2 novembre 2005, durante la prima partita dei Los Angeles Lakers in stagione contro i Denver Nuggets, Andrew Bynum ha giocato sei minuti ed è diventato il più giovane giocatore ad aver mai giocato in una partita NBA all'età di 18 anni e 6 giorni. Per la cronaca in quella partita, Bynum ha sbagliato due tiri ma ha catturato due rimbalzi e fatto due stoppate.
In una partita contro i Miami Heat il 16 gennaio 2006 si sono verificati dei memorabili avvenimenti cominciati quando l'ex Shaquille O'Neal ha schiacciato su Bynum, facendo cadere in malo modo a terra il giovane rookie. Poi nella successiva giocata, Bynum ha preso palla in post basso, ha fintato a destra, ed è andato a sinistra, beffando O'Neal e schiacciando. Bynum ha esultato correndo dall'altra parte del campo e ha ricevuto delle spinte da Shaquille O'Neal. Entrambi i giocatori hanno ricevuto il fallo tecnico per l'incidente..
Dopo averlo scelto nel draft, i Los Angeles Lakers hanno assunto il centro (che è stato posto nella Hall of Fame) Kareem Abdul-Jabbar come assistente personale dei centri della squadra, ma soprattutto di Bynum.
Bynum ha giocato partite davvero formidabili con ottime performance, ma è stato abbastanza lontano da un dominio costante sotto canestro . Ha raggiunto il suo career high con 16 rimbalzi e 7 stoppate il 26 gennaio 2006 contro i Charlotte Bobcats. La sua prima doppia doppia è avvenuta il 7 novembre con 20 punti, 14 rimbalzi e 3 stoppate contro il Minnesota Timberwolves. La sua seconda doppia - doppia è avvenuta il 5 gennaio contro i Denver Nuggets con 19 punti, 10 rimbalzi e 6 stoppate.

#### Stagione 2006-07
Quando poi i centri Chris Mihm e Kwame Brown si sono entrambi infortunati all'inizio della stagione 2006-07, Bynum ha avuto il suo spazio da centro titolare per gran parte dell'inizio della stagione. Tra le prestazioni notevoli Bynum ha segnato 18 punti e ha preso 9 rimbalzi in 24 minuti contro i Phoenix Suns il 31 ottobre 2006, realizzando sette dei suoi undici tentativi dal campo. È apparso in 82 partite ed è partito dal quintetto iniziale 53 volte terminando la stagione con una media di 7,8 punti e 5,9 rimbalzi, 1,6 stoppate in poco più di 21 minuti per partita.  Durante la stagione, i New Jersey Nets erano interessati a scambiare Bynum per Jason Kidd.

#### Stagione 2007-08
Bynum ha aiutato i Lakers a raggiungere un ottimo record iniziale 26-11, che era al momento il miglior record nella Divisione del Pacifico. Bynum ha giocato 35 partite ed è partito dal quintetto iniziale in 25 partite durante la stagione. Il giorno di Natale contro i Phoenix Suns, ha realizzato 11 di 13 tiri tentati per un totale di 28 punti, 4 assisti e 2 blocchi. Il 13 gennaio 2008, ha subito un infortunio durante una partita contro i Memphis Grizzlies  . Bynum ha slogato parzialmente la sua rotula di sinistra quando è maldestramente atterrato sul piede sinistro del suo compagno di squadra Lamar Odom mentre stava tentando di afferrare un rimbalzo. Dopo l'infortunio di Bynum, i Lakers hanno preso Pau Gasol dai Memphis Grizzlies.

### Stagione 2008-09
Vince il 1º titolo con i Los Angeles Lakers pur non prendendo parte alle prime 32 partite della stagione a causa del ginocchio operato che continuava a dargli dolore. Al suo rientro ha riguadagnato minutaggio ed il suo posto da titolare. Ai play-off gioca tutte le 23 partite partendo 18 volte da titolare. Il 30 ottobre 2008 firma un'estensione del contratto per altri 4 anni a 14,5 milioni di dollari a stagione.

### Stagione 2011-12
Viene inserito nel quintetto base della NBA Western Conference per l'edizione 2012 dell'NBA All-Star Game.
La stagione 2011-12 è quella della sua definitiva esplosione. Durante la regular season, a differenza delle stagioni precedenti è costretto a saltare per infortunio solo un incontro, e la continuità di impiego e di minutaggio (35,2 di media) lo rendono uno dei migliori centri della lega; raggiunge in media il massimo in carriera sia nei punti (18,7), sia nei rimbalzi (11,8), con la doppia-doppia di media (37 totali stagionali).
L'11 aprile 2012 nella vittoria per 91-84 contro i San Antonio Spurs mette a segno 16 punti ma soprattutto con 30 rimbalzi (22 difensivi), suo massimo in carriera e secondo giocatore dopo Kevin Love a riuscirci dal 1996.
Nel primo match dei play-off contro i Denver Nuggets firma una tripla doppia con 10 punti, 13 rimbalzi e 10 stoppate. È il record assoluto di stoppate in un incontro dei play-off NBA.

### Philadelphia 76ers (2012–2013)
Il 10 agosto 2012 passa ai Philadelphia 76ers nell'affare che porta Dwight Howard ai Los Angeles Lakers. A Philadelphia non scende mai in campo a causa di gravi problemi alle ginocchia. A fine stagione diventa free-agent e i Sixers decidono di lasciarlo libero di trovarsi una nuova squadra.

### Cleveland Cavaliers (2013–2014)
Il 19 luglio 2013 firma per i Cleveland Cavaliers. Il 7 gennaio 2014 viene coinvolto in una trade che lo vede passare, assieme a tre scelte ai futuri Draft NBA, ai Chicago Bulls in cambio di Luol Deng. Il giorno seguente viene tagliato, rimanendo free agent.

### Indiana Pacers (2014)
Il 1º febbraio 2014 firma un contratto al minimo salariale per il resto della stagione con gli Indiana Pacers. In regular season gioca solo 2 partite, dopodiché la squadra decide di tenerlo fuori fino ai playoff citando i soliti problemi alle ginocchia. Iniziati i play-off, i Pacers comunicano che il giocatore salterà l'intero 1º turno per essere in piena forma quello successivo. Fuori per gara-1 del 2º turno contro Washington, prima dell'inizio di gara-2 arriva l'annuncio che Bynum non avrebbe più preso parte ad alcuna attività con la squadra, chiudendo così la sua esperienza in maglia Pacers.

## Statistiche
| † | Denota le stagioni in cui ha vinto il titolo |
| * | Primo nella lega                             |

### NBA

#### Regular Season
| Anno       | Squadra             | PG  | PT  | MP   | TC%  | 3P%  | TL%  | RP   | AP  | PRP | SP  | PP   |
| ---------- | ------------------- | --- | --- | ---- | ---- | ---- | ---- | ---- | --- | --- | --- | ---- |
| 2005-2006  | L.A. Lakers         | 46  | 0   | 7,3  | 40,2 | -    | 29,6 | 1,7  | 0,2 | 0,1 | 0,5 | 1,6  |
| 2006-2007  | L.A. Lakers         | 82* | 53  | 21,9 | 55,8 | 0,0  | 66,8 | 5,9  | 1,1 | 0,1 | 1,6 | 7,8  |
| 2007-2008  | L.A. Lakers         | 35  | 25  | 28,8 | 63,6 | -    | 69,5 | 10,2 | 1,7 | 0,3 | 2,1 | 13,1 |
| 2008-2009† | L.A. Lakers         | 50  | 50  | 28,9 | 56,0 | -    | 70,7 | 8,0  | 1,4 | 0,4 | 1,8 | 14,3 |
| 2009-2010† | L.A. Lakers         | 65  | 65  | 30,4 | 57,0 | 0,0  | 73,9 | 8,3  | 1,0 | 0,5 | 1,4 | 15,0 |
| 2010-2011  | L.A. Lakers         | 54  | 47  | 27,8 | 57,4 | -    | 66,0 | 9,4  | 1,4 | 0,4 | 2,0 | 11,3 |
| 2011-2012  | L.A. Lakers         | 60  | 60  | 35,2 | 55,8 | 20,0 | 69,2 | 11,8 | 1,4 | 0,5 | 1,9 | 18,7 |
| 2013-2014  | Cleveland Cavaliers | 24  | 19  | 20,0 | 41,9 | -    | 76,2 | 5,3  | 1,1 | 0,3 | 1,2 | 8,4  |
| 2013-2014  | Indiana Pacers      | 2   | 0   | 18,0 | 40,9 | -    | 71,4 | 9,5  | 1,0 | 0,0 | 0,5 | 11,5 |
| Carriera   | Carriera            | 418 | 319 | 25,6 | 55,6 | 11,1 | 69,0 | 7,7  | 1,2 | 0,3 | 1,6 | 11,5 |

#### Playoffs
| Anno     | Squadra     | PG | PT | MP   | TC%  | 3P% | TL%  | RP   | AP  | PRP | SP  | PP   |
| -------- | ----------- | -- | -- | ---- | ---- | --- | ---- | ---- | --- | --- | --- | ---- |
| 2006     | L.A. Lakers | 1  | 0  | 2,0  | 0,0  | -   | -    | 0,0  | 0,0 | 0,0 | 0,0 | 0,0  |
| 2007     | L.A. Lakers | 5  | 0  | 11,0 | 53,3 | -   | 40,0 | 4,6  | 0,0 | 0,0 | 0,4 | 4,0  |
| 2009†    | L.A. Lakers | 23 | 18 | 17,4 | 45,7 | -   | 65,1 | 3,7  | 0,4 | 0,3 | 0,9 | 6,3  |
| 2010†    | L.A. Lakers | 23 | 23 | 24,4 | 53,7 | -   | 67,9 | 6,9  | 0,5 | 0,3 | 1,6 | 8,6  |
| 2011     | L.A. Lakers | 10 | 10 | 32,0 | 54,3 | -   | 83,3 | 9,6  | 0,8 | 0,5 | 1,4 | 14,4 |
| 2012     | L.A. Lakers | 12 | 12 | 37,6 | 47,7 | -   | 78,3 | 11,1 | 1,5 | 0,4 | 3,1 | 16,7 |
| Carriera | Carriera    | 74 | 63 | 24,2 | 50,2 | -   | 72,0 | 6,7  | 0,6 | 0,3 | 1,5 | 9,5  |

## Palmarès
- Campionato NBA: 2

Los Angeles Lakers: 2009, 2010
- McDonald's All-American Game (2005)
- NBA All-Star: 2012
- All-NBA Second Team: 2012

## Record
- Record di stoppate in una partita dei playoff: 10 (29 aprile 2012 contro i Denver Nuggets) (record condiviso con Mark Eaton e Hakeem Olajuwon)
- Più giovane giocatore di sempre a essere selezionato nel draft NBA: 17 anni, 8 mesi, 2 giorni (Draft NBA 2005)
- Più giovane giocatore di sempre a scendere in campo nell'NBA: 18 anni e 6 giorni (2 novembre 2005)